# موسع (طب)

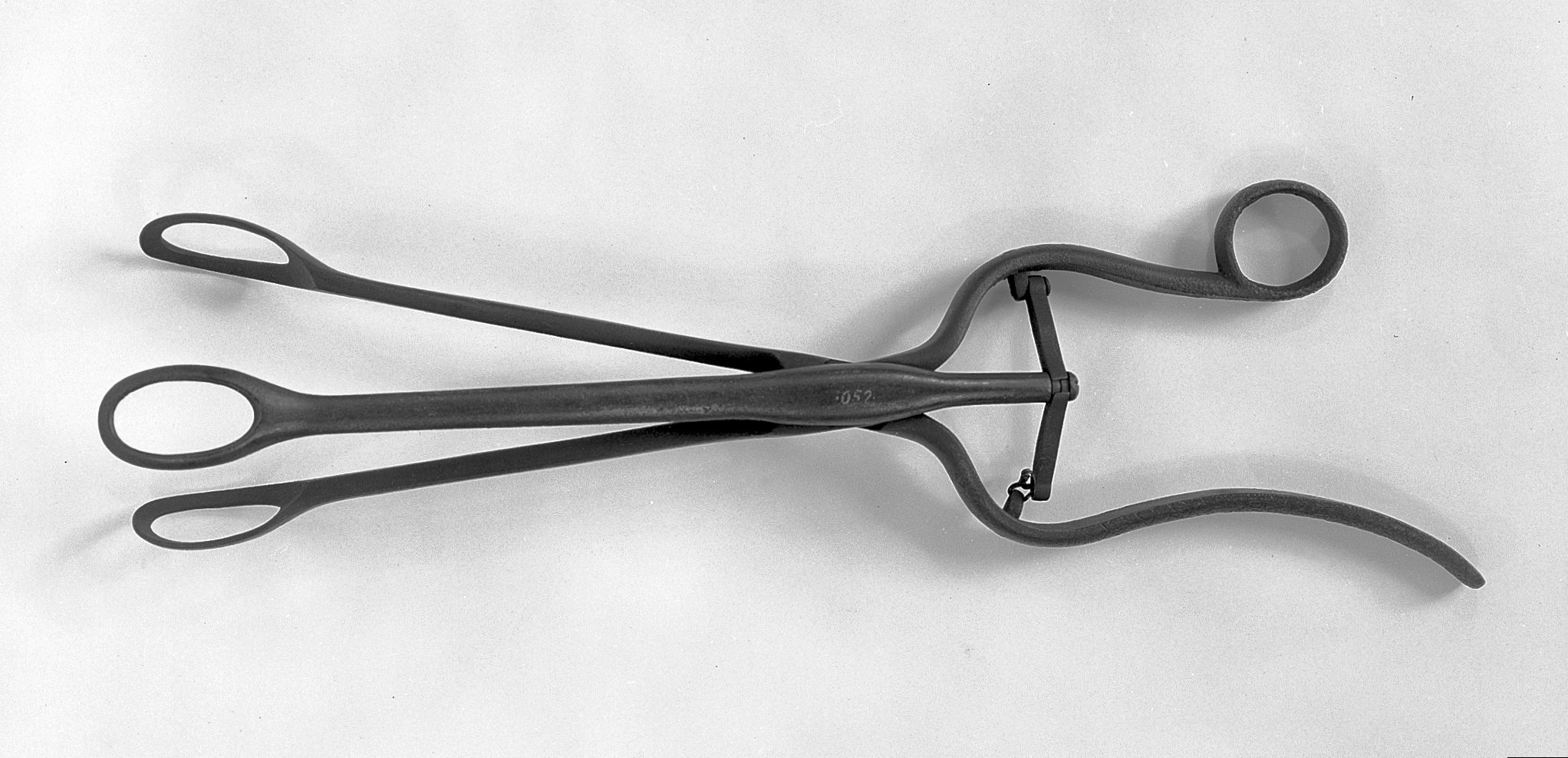
استخراج الحصاة في القرن السادس عشر.
مُوَسِّع يستخدم لتوسيع الإحليل، لاستخراج الحصاة البولية.

المُوَسِّعَة أو الموسع (بالإنجليزية: Dilator)‏هو مصطلح طبي له عدة استخدامات، تتضمن ما يلي:
- أداة جراحية أو أداة طبية تستخدم لتحريض التمدد، أي لتوسيع فتحة أو ممر مثل عنق الرحم، الإحليل، المريء، أو مدخل المهبل (الفوهة المهبلية).[2][3]
- علاج دوائي يستخدم لتحريض التوسع، مثل توسع عنق الرحم، توسع الأوعية، أو توسع الحدقة.
- العضلة التي تسبب تمدد جزء ما من الجسم، على سبيل المثال، العضلة الموسعة للحدقة أو العضلة الموسعة للمنخر.